# Dückerschleuse

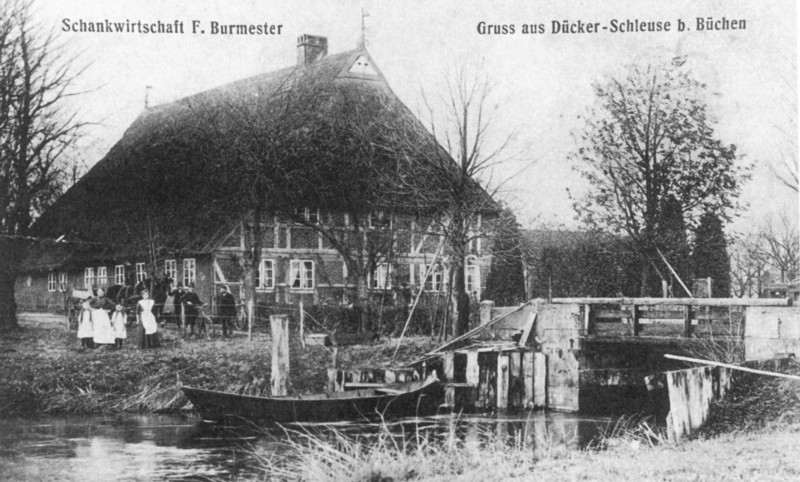
Dückerschleuse um 1900

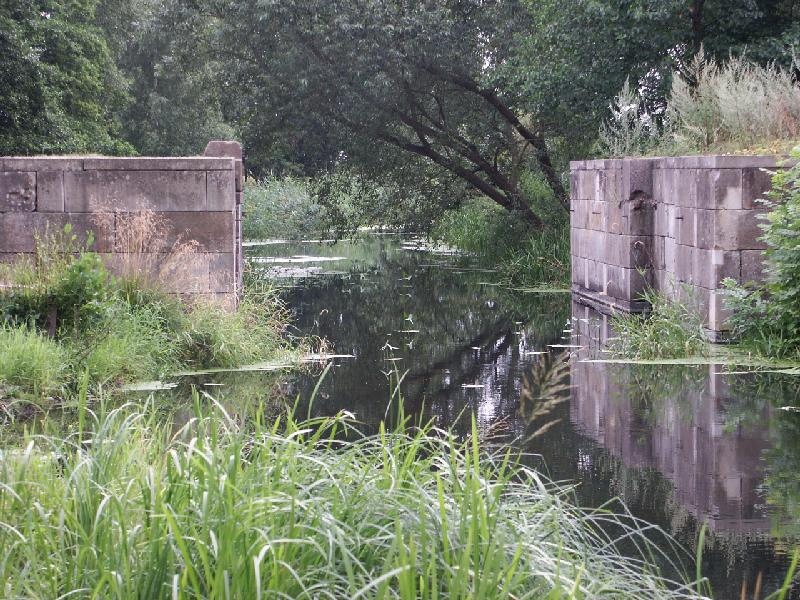
Dückerschleuse heute

Die Dückerschleuse bei Witzeeze ist die einzige erhaltene Stauschleuse am Stecknitzkanal.

## Geschichte
Die Dückerschleuse wurde 1398 als „Kronschleuse“ in Betrieb genommen, um die Schifffahrt auf der Delvenau als Teil des Stecknitzkanals zu ermöglichen. Anfang des 17. Jahrhunderts wurde sie nach dem Schleusenmeister Hans Dücker benannt, der das Amt dann an seinen Schwiegersohn Hans Burmester vererbte.
1789 wurde die Schleuse nach Plänen des hannoverschen Ingenieur-Obersts Johann Ludewig Hogrewe durch einen Neubau in Stein ersetzt (das Herzogtum Lauenburg wurde seinerzeit vom Kurfürstentum Hannover in Personalunion geführt).
1813 wurde sie von den Franzosen beim Rückzug gesprengt und 1815 in ihrer heutigen Form wieder errichtet.
Nach Aufgabe des Stecknitzkanals 1896 wurde auch die Schleuse außer Betrieb genommen. Das westlich angrenzende Schleusenmeisterhaus von 1720, das bis dahin die Stecknitzfahrer mit Bier und Branntwein bewirtet hatte, wurde bis 1996 als Gastwirtschaft fortgeführt. Von 1945 bis 1990 verlief die innerdeutsche Grenze entlang der Delvenau und damit mitten durch die ehemalige Schleuse.
1996 wurde die Anlage vom Förderkreis Kulturdenkmal Stecknitzfahrt renoviert.

## Zugang
Von der Schleuse Witzeeze folgt ein ausgeschilderter Fahrweg dem Ostufer des Elbe-Lübeck-Kanals nach Süden und dann etwa 400 m nach Südosten zu einem Parkplatz mit Infotafel (53° 26′ 45,2″ N, 10° 37′ 34,8″ O). Da sich das Schleusenmeisterhaus heute in Privatbesitz befindet, führt ein Pfad zuerst in nordöstlicher, dann in südöstlicher Richtung zur Grabstelle der Schleusenmeisterfamilie Burmester. Von dort kann durch einen Steg die Delvenau (und damit die Grenze zu Mecklenburg-Vorpommern) überquert werden. Etwa 50 Meter südlich von dort liegt die Dückerschleuse (53° 26′ 42,9″ N, 10° 37′ 39,4″ O).